# Bärenloch (Chur)

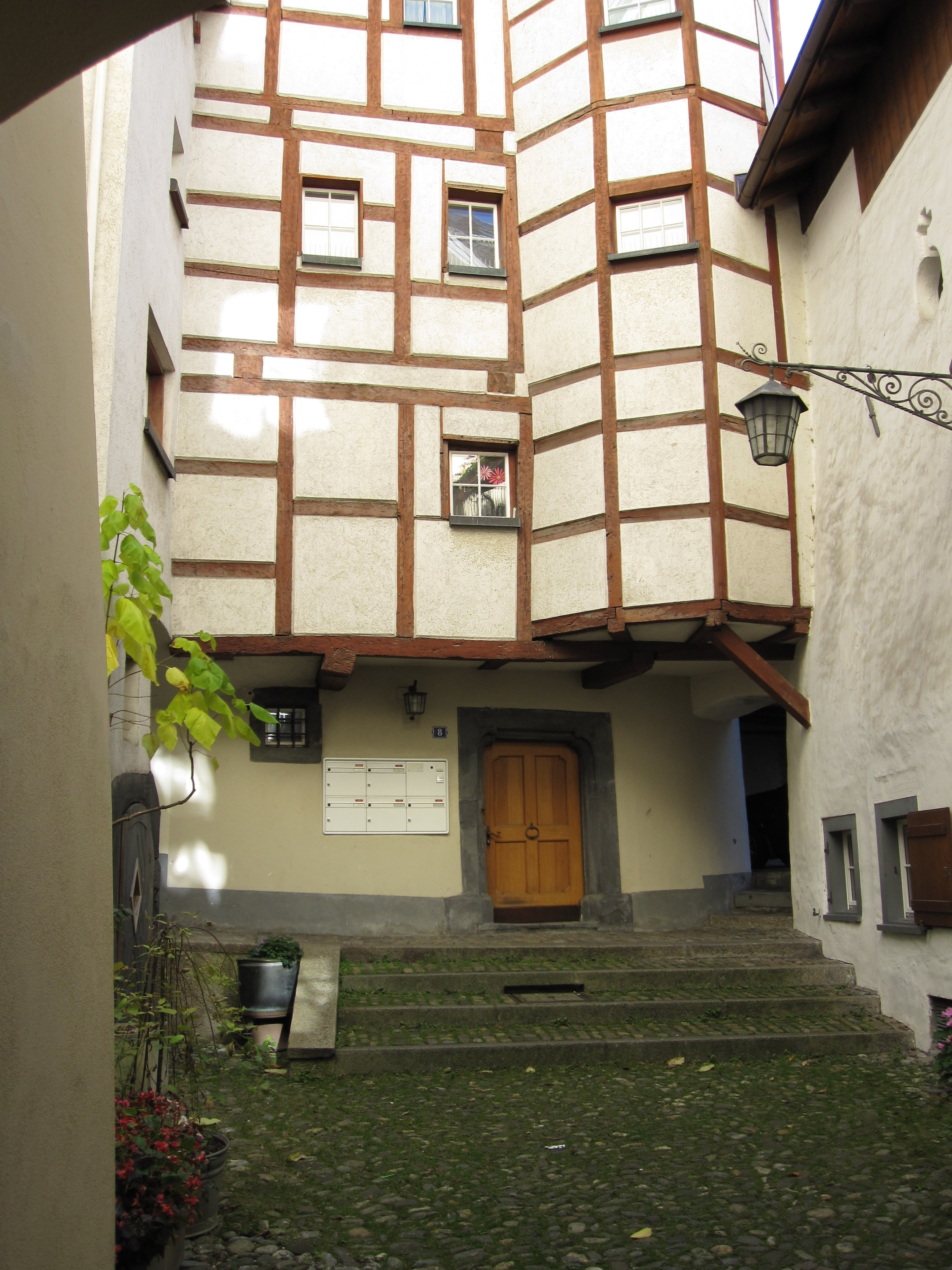
Hof im Bärenloch

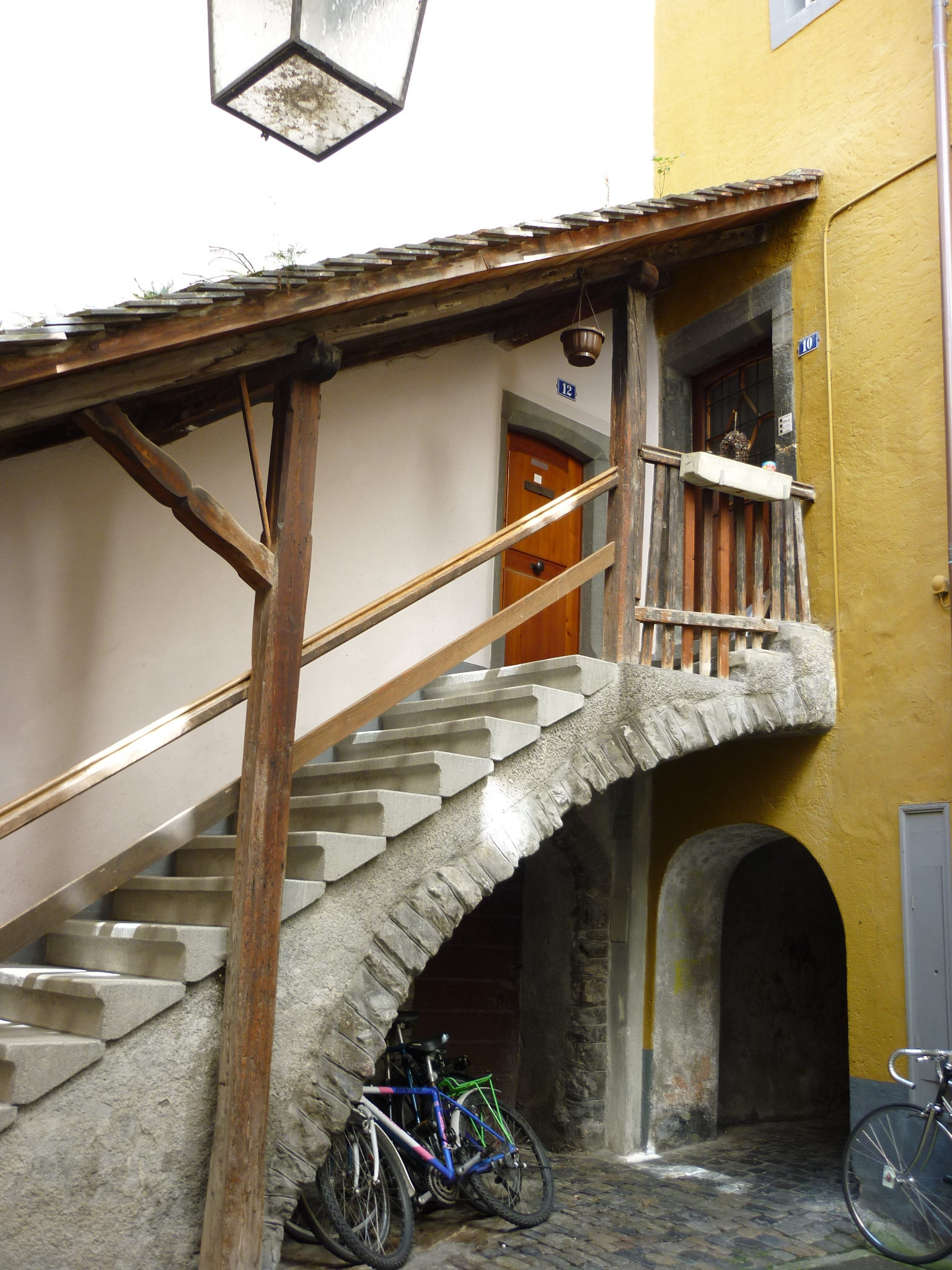
Stiege und Hausflucht im Bärenloch

Das Bärenloch ist ein Ort in der Altstadt der Bündner Kantonshauptstadt Chur zwischen Arcas und Martinsplatz. Er besteht aus zwei mittelalterlichen eng verbauten Höfen, die zu den ältesten Bausubstanzen Churs  zählen und noch heute die Wohnsituation in der Zeit vor dem grossen Stadtbrand von 1464 veranschaulichen – laut Chur Tourismus ist es „der verwunschenste Ort innerhalb der Stadt Chur.“
Die Herkunft des Namens „Bärenloch“ ist ungeklärt. Er hängt vermutlich mit den kaum mannshohen Schlupflöchern zwischen den Höfen zusammen. Ältere urkundliche Bezeugungen sprechen von „curschellas“, spätlateinisch für „kleine Hofräume“.
Unter dem Bärenloch fliesst unterirdisch der Untere Mühlbach in die Altstadt.